# Players (2024)
Players ist ein US-amerikanischer Spielfilm aus dem Jahr 2024 mit Gina Rodriguez, Damon Wayans, Jr. und Tom Ellis, der unter der Regie von Trish Sie nach einem Drehbuch von Whit Anderson entstand. Auf Netflix wurde die romantische Komödie am 14. Februar 2024 veröffentlicht.

## Handlung
Mack ist eine Sportjournalistin aus New York City. Gemeinsam mit ihrem Kumpel Adam und weiteren Freunden denkt sie sich Methoden aus, um Männer aufzureißen. Dabei gilt die Regel, dass es sich nur um lockere Angelegenheiten handeln darf, ernste Absichten sind nicht gewünscht.
Nachdem Mack den Kriegsberichterstatter Nick kennenlernt, entwickelt sie jedoch gegen die Regeln Gefühle für ihn und beginnt ihre bisherige Praxis in Frage zu stellen.

## Besetzung und Synchronisation
Die deutschsprachige Synchronisation übernahm die EVA Studios Germany GmbH. Dialogregie führte Christian Schneider, der auch das Dialogbuch schrieb.
| Rolle          | Darsteller        | Synchronsprecher       |
| -------------- | ----------------- | ---------------------- |
| Adam           | Damon Wayans, Jr. | Marcel Collé           |
| Ashley         | Liza Koshy        | Samina König           |
| Brady Stratton | Brock O’Hurn      | Nico Sablik            |
| Brannagan      | Augustus Prew     | Tim Schwarzmaier       |
| Carl           | Jerry Kernion     | Hanns Jörg Krumpholz   |
| Claire         | Ego Nwodim        | Svantje Wascher        |
| Karen Kirk     | Marin Hinkle      | Anna Grisebach         |
| Little         | Joel Courtney     | Philipp Lind           |
| Mack           | Gina Rodriguez    | Katharina Schwarzmaier |
| Nick           | Tom Ellis         | Manou Lubowski         |

## Produktion und Hintergrund
Der Film wurde von Marc Platt Productions, Campfire und I Can & I Will Productions produziert, als Produzenten fungierten Ryan Christians, Ross M. Dinerstein und Marc Platt. Dreharbeiten fanden im Sommer 2021 in New York City statt.
Die Kamera führte Matthew Clark, die Musik schrieb Jeff Cardoni, die Montage verantwortete Kathryn Himoff. Das Production-Design gestaltete Dina Goldman und das Kostümdesign Karen Malecki.

## Rezeption
Oliver Armknecht vergab auf film-rezensionen.de vier von zehn Punkten. Die prominente Besetzung sei einer der wenigen Punkte, der die Liebeskomödie etwas hervorstechen lasse.
Im Februar 2024 erreichte der Film laut digital i in Deutschland 704.000 Millionen Haushalte und lag damit auf Platz 5 der Film-Charts.